# Adam Mularz
Adam Mularz (ur. 4 grudnia 1964 w Nowym Targu) – polski oficer policji, w latach 2008–2012 pełnił funkcję Komendanta Stołecznego Policji.

## Życiorys
W 1983 rozpoczął służbę w Milicji Obywatelskiej. Początkowo pracował w pionie prewencji. W późniejszych latach zajmował stanowiska dowódcy kompanii Wojewódzkiego Ośrodka Szkolenia w Krakowie i zastępcy dowódcy kompanii Oddziału Prewencji Komendy Wojewódzkiej Policji w Lublinie. Był pełniącym obowiązki Komendanta Wojewódzkiego, a od 2002 I zastępcą Komendanta Wojewódzkiego w Lublinie. Od 2003 do 2007 kierował Komendą Wojewódzką w Białymstoku. Następnie przez dwa miesiące pozostawał poza służbą. W grudniu 2007 został przywrócony do służby i powołany na stanowisko Komendanta Wojewódzkiego w Gdańsku.
W maju 2008 otrzymał nominację na funkcję Komendanta Stołecznego Policji.
11 sierpnia 2010 mianowany na stopień nadinspektora.

## Wykształcenie
W 1991 ukończył Wyższą Szkołę Policji w Szczytnie. Ukończył również studia podyplomowe w zakresie organizacji i zarządzania w Lubelskiej Szkole Biznesu (2001) oraz studia magisterskie w zakresie politologii na Akademii Świętokrzyskiej w Kielcach.

## Odznaczenia (lista niepełna)
- Srebrny Krzyż Zasługi – 2002[3][2]
- Brązowy Krzyż Zasługi[2]
- Srebrny Medal za Długoletnią Służbę[2]
- Złota Odznaka „Zasłużony Policjant”[2]
- Brązowy Medal „Zasłużony Kulturze Gloria Artis”[2]
- Odznaka Honorowa „Bene Merito” – 2009[4][2]